# Wassil (Fußballspieler)
Wassil (bürgerlich: Wassil Vieira Barbosa; * 19. November 1931 in Barra Mansa; † 1989 in Maceió) war ein brasilianischer Fußballspieler und -trainer, der später als Radiokommentator von Fußballspielen bekannt wurde.

## Leben

### Vereinslaufbahn
Wassil durchlief zunächst die Nachwuchsabteilungen des Fluminense FC in Rio de Janeiro und spielte dort an der Seite von unter anderem Telê Santana. Der damalige Trainer der Profis, Ondino Viera, erkannte sein Potential und bat den Trainer der zweiten Mannschaft, Gradim (1908–1987), Wassil aufzustellen. Als jedoch Viera durch Zezé Moreira ersetzt wurde, sah Wassil seine Chancen auf einen Platz in der ersten Mannschaft schwinden.
Deshalb folgte er Gradim, als dieser 1952 innerhalb der Stadt zum Bonsucesso FC wechselte. Seine nächste Station war – erneut in Rio de Janeiro – der America FC (RJ), für den er 1954 während einer Europareise in der Türkei debütierte. Im Rahmen der Tour wurde das Team auch von Papst Pius XII. empfangen. Es folgte ein kurzes Engagement beim Santa Cruz FC in Recife, ehe Wassil zwischen 1957 und 1959 für den EC Bahia aus Salvador auflief. Für diesen erzielte er wettbewerbsübergreifend 51 Tore und 1958 triumphierte man im Campeonato Baiano. Als sich der Verein im März 1960 durch den Gewinn der Taça Brasil zum ersten gesamtbrasilianischen Meister krönte, war Wassil allerdings bereits weitergezogen: Er stand noch beim EC Vitória sowie beim Galícia EC unter Vertrag, die ebenfalls beide in Salvador beheimatet sind. 

### Nationalmannschaft
Während seiner Zeit beim Bonsucesso FC wurde Wassil in den brasilianischen Kader für das Fußballturnier bei den Olympischen Sommerspielen 1952 in Helsinki berufen. Er verletzte sich jedoch während der Vorbereitung und wurde trotz rechtzeitig überstandener Rehabilitation durch Humberto Tozzi ersetzt. Sein Debüt für die brasilianische Nationalmannschaft gab er schließlich am 18. September 1955 in Rio de Janeiro während eines Freundschaftsspieles gegen Chile um die Taça Bernardo O’Higgins. Die Partie endete 1:1 unentschieden. Zwei Tage später stand er auch beim Rückspiel in São Paulo auf dem Platz, als seine Mannschaft sich mit 2:1 durchsetzen konnte. Es blieben allerdings seine einzigen beiden Einsätze für die Seleção.

### Leben nach dem Ende der aktiven Karriere
Beim Galícia EC begann Wassil, auch als Trainer zu arbeiten. Seine erfolgreichste  Stationen in dieser Funktion hatte er im Bundesstaat Alagoas – speziell beim CS Alagoano aus Maceió, das er mehrere Jahre betreute. Er wurde in Maceió heimisch und verbrachte dort den Rest seines Lebens. Nach seiner Trainerkarriere machte er sich bei verschiedenen Hörfunksendern einen Namen als Fußballkommentator und wurde zu einem der bekanntesten Fußballreporter in Alagoas.

## Erfolge
- Staatsmeisterschaft von Bahia: 1958